# Derbent
Derbent (oroszul Дербе́нт [Gyerbjent]; azeriül Dərbənd, lezg nyelven Кьвевар, avarul Дербенд, perzsául دربند [Darband]) Oroszország legdélibb és egyben legrégebbi városa a Dagesztáni Köztársaságban. Dagesztán második legfontosabb városa.
Lakossága a 2002-es népszámlálás szerint 101 031, ami jelentős emelkedést jelent az 1989-es szovjet népszámlálás adatához (78 371) képest. Lakossága 119 200 fő (a 2010. évi népszámláláskor).
Gyakran azonosítják a legendabeli Nagy Sándor kapujával. Derbent az Oroszországi Föderáció legrégibb városa. Már az ókor óta a Kaukázus kapujaként ismerik. Ötezer éves építményeket is feltártak itt. A tenger és a hegyek közt terül el, várfalait ezerötszáz éven keresztül használták, tovább, mint a világ bármely más erődítményét. Az évszázadok során különböző népektől különböző neveket kapott, de mindegyikben szerepelt a „kapu” szó.

## Földrajza
A mai Derbent a Kaszpi-tenger nyugati partján épült, délre a Rubas folyótól, a Tabaszaran-hegység (a Nagy-Kaukázus vonulatainak része) lejtőin.
Kikötője van, Bakuval vasútvonal köti össze. Közúton az E50-es európai főútvonal köti össze Mahacskalán és Rosztov-na-Donun keresztül Európával.
A várostól északra található a Kirk Lar („negyven hős”) emlékmű, amely az arabok ellen 728-ban Dagesztánt védőkre emlékezik meg. Tőle délre található maradványaiban a Kaukázusi Fal, más néven Nagy Sándor kapui, egy fal, amelyet a hagyomány szerint Nagy Sándor épített, hogy megvédje a déli földeket az északi barbárok támadásaitól. A fal eredetileg 9 méter magas és körülbelül 3 méter vastag volt, és vaskapuk és őrtornyok tagolták.

## Története

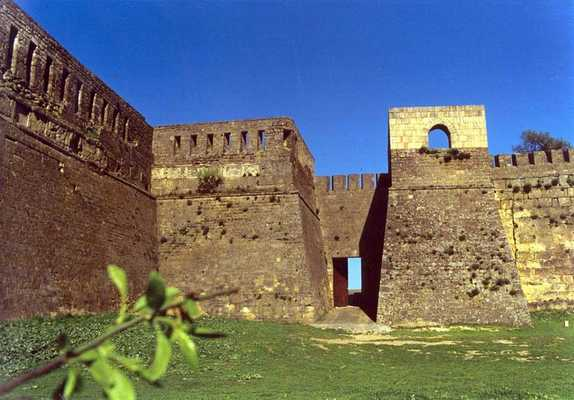
Kaszpi ajtok

A város területén már a bronzkorban is éltek emberek. Kajakent és Dzsemikent néven két település állt itt.
Derbent kiemelkedő stratégia jelentőségét az adja, hogy egy három kilométer széles, könnyen járható földsávot ellenőriz a Kaszpi-tenger és a Kaukázus hegyei közt. Derbent uralkodói számára ez azt jelentette, hogy ellenőrizhették a Kelet-Európa és a Közel-Kelet közti szárazföldi kereskedelmet.
Az első jelentős település a mai Derbent helyén a Kr. e. 8. században jött létre. A Kr. e. 6. századtól az átjárót gyakran a perzsa uralkodók ellenőrizték. A 4. századig Derbent kaukázusi Albania része volt, hagyományosan az állam Albana nevű fővárosával azonosítják.
Az első évszázadban fontos kereskedelmi központ volt.
Mai nevét az 5. század végén, vagy a 6. század elején kapta, amikor I. Kavád, a Szászánida-dinasztiához tartozó perzsa uralkodó újraalapította. A perzsa دربند Darband jelentése „zárt kapuk”.
A 10. században Derbent Emirátus központja, amelyet a 13. században a mongolok leronhantak és elfoglaltak. 1395-ben Timur Lenk felégettette. Ezután a településen állandó fosztogatások és háborúk zajlottak. 1578 és 1606 között az Oszmán Birodalom része lett.
1723 és 1735 között az oroszok ostromolták a várost, végül 1796-ban a Gulisztáni szerződés értelmében megkapták a várost.
A város 20 méter magas, 30 északra néző toronnyal kiegészített falait állítólag I. Kavád fia, I. Hoszrau perzsa király építtette.

## Népesség
- 1897-ben 14 649 lakosa volt, melyből 9 767 azeri (66,7%), 2 181 zsidó (14,9%), 1 004 orosz, 621 örmény, 278 avar, 133 lezg, 95 dargin.
- 1959-ben 47 318 lakosa volt, melyből 12 310 orosz (26%), 11 705 zsidó (24,7%), 11 190 azeri (23,6%), 4 589 lezg, 1 591 dargin, 1 522 tabaszaran, 443 kumik, 252 lak, 107 avar, 30 agul, 21 nogaj, 8 rutul, 3 cahur.
- 1970-ben 56 869 lakosa volt, melyből 14 381 azeri (25,3%), 11 284 orosz (19,8%), 10 139 zsidó (17,8%), 6 477 lezg (11,4%), 3 296 tabaszaran, 2 340 dargin, 539 kumik, 398 avar, 361 lak, 62 agul, 37 nogaj, 25 csecsen, 8 rutul, 2 cahur.
- 1979-ben 67 422 lakosa volt, melyből 17 875 azeri (26,5%), 12 918 zsidó (19,2%), 11 013 lezg (16,3%), 10 404 orosz (15,4%), 6 183 tabaszaran, 2 835 dargin, 829 kumik, 772 avar, 526 lak, 492 agul, 236 rutul, 111 csecsen, 35 nogaj, 8 cahur.
- 1989-ben 77 851 lakosa volt, melyből 21 600 azeri (27,7%), 16 993 lezg (21,8%), 13 119 zsidó (16,9%), 8 776 tabaszaran (11,3%), 7 644 orosz (9,8%), 3 242 dargin, 1 147 agul, 451 lak, 441 kumik, 392 rutul, 271 avar, 49 nogaj, 34 csecsen, 18 cahur.
- 2002-ben 101 031 lakosa volt, melyből 32 955 lezg (32,6%), 32 064 azeri (31,7%), 15 606 tabaszaran (15,4%), 5 582 dargin, 5 073 orosz, 2 956 agul, 2 038 zsidó, 716 rutul, 552 kumik, 442 avar, 436 lak, 78 cahur, 28 nogaj, 17 csecsen.
- 2010-ben 119 200 lakosa volt, melyből 40 188 lezg (33,7%), 38 523 azeri (32,3%), 18 839 tabaszaran (15,8%), 6 692 dargin, 4 450 orosz, 3 775 agul, 1 367 örmény, 1 345 zsidó, 921 rutul, 541 avar, 473 kumik, 472 lak, 99 cahur, 36 nogaj, 34 csecsen.

## Gazdasága és kultúrája
A városnak gép-, élelmiszer-, textil-, építőanyag- és faipara van. Brandyt is gyártanak itt.
Egyeteme, több műszaki iskolája és színháza van. A várostól két kilométerre található üdülőövezete a Csajka.
A város látnivalói, a Világörökség részét képező citadella, óváros és erőd jelentős lehetőségeket kínálnak a turizmus fejlesztése számára, áttörésre azonban a régió politikai instabilitása miatt eddig nem volt mód ezen a téren.

## Képek

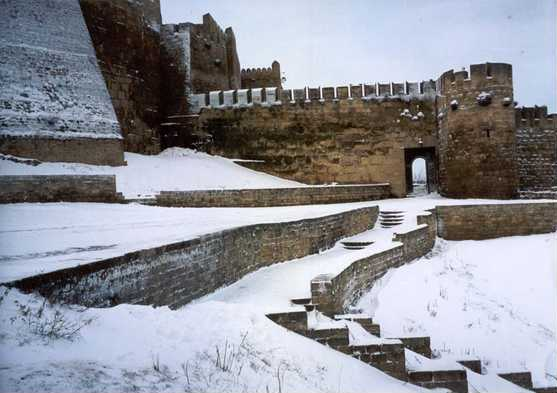
Szasszá vár Derbentben
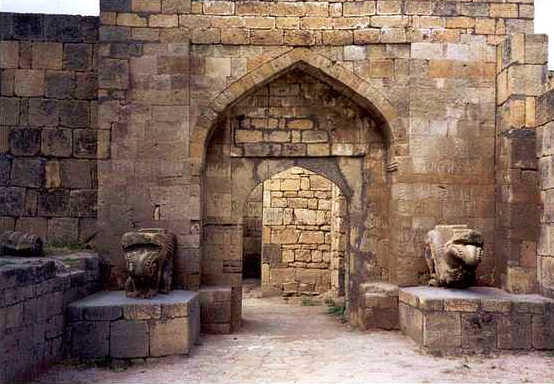
Az óváros kapuja
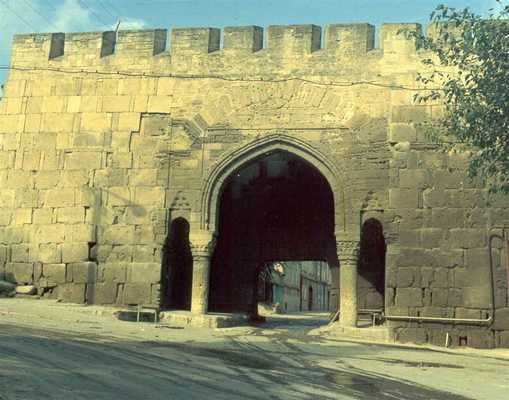
A vár kapuja
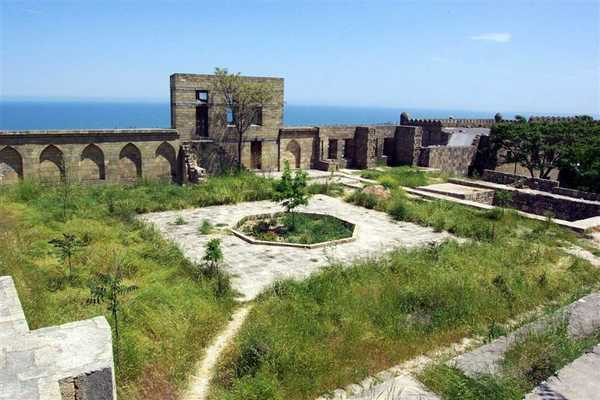
Kilátás a Kaszpi-tengerre

## Testvérvárosok
- Yakima, Washington, Amerikai Egyesült Államok